# Serrasalmus undulatus
Serrasalmus undulatus är en fiskart som först beskrevs av Jardine, 1841.  Serrasalmus undulatus ingår i släktet Serrasalmus och familjen Characidae. Inga underarter finns listade i Catalogue of Life.